# Calculator portabil

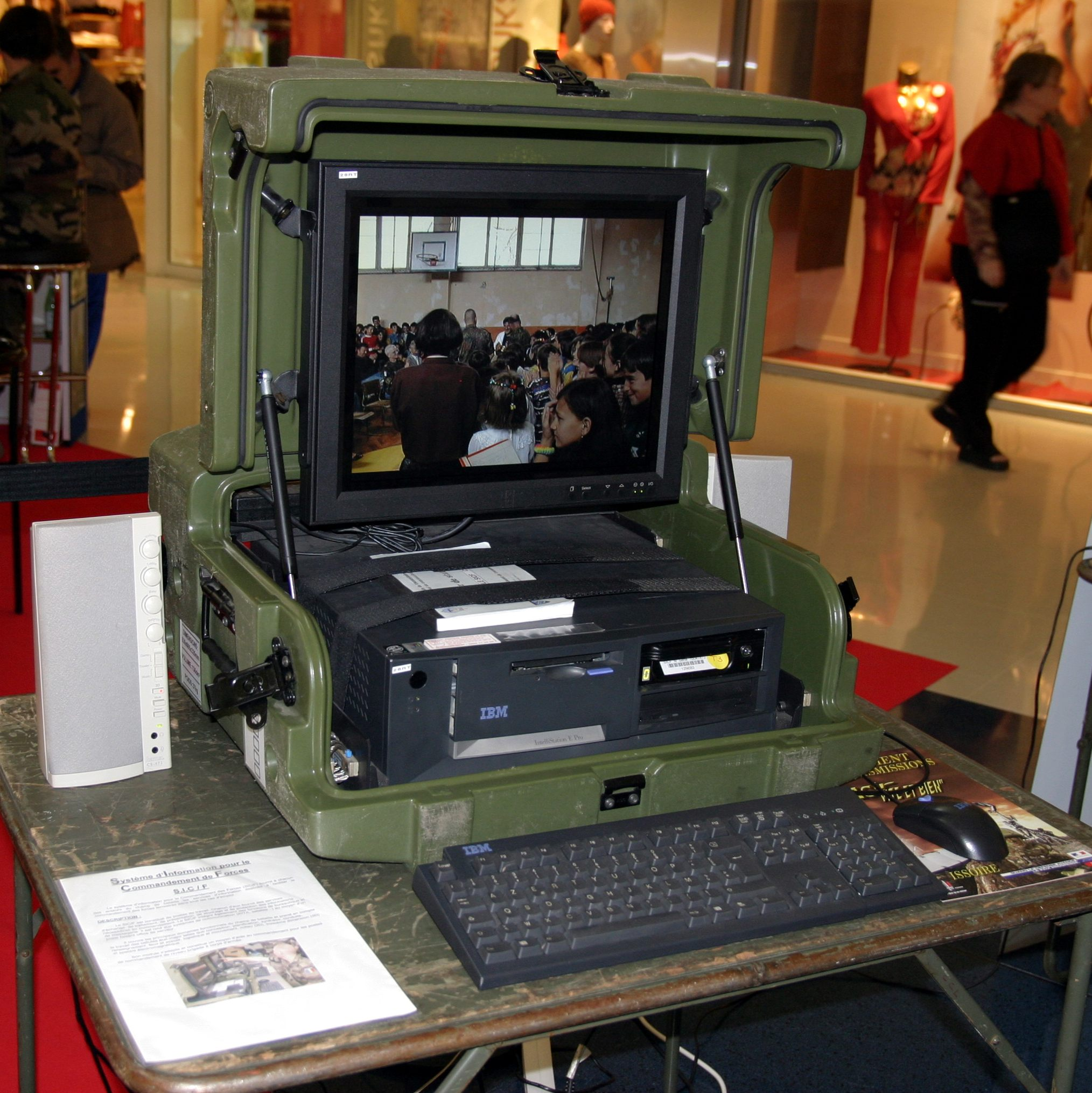
Un calculator portabil modern militar

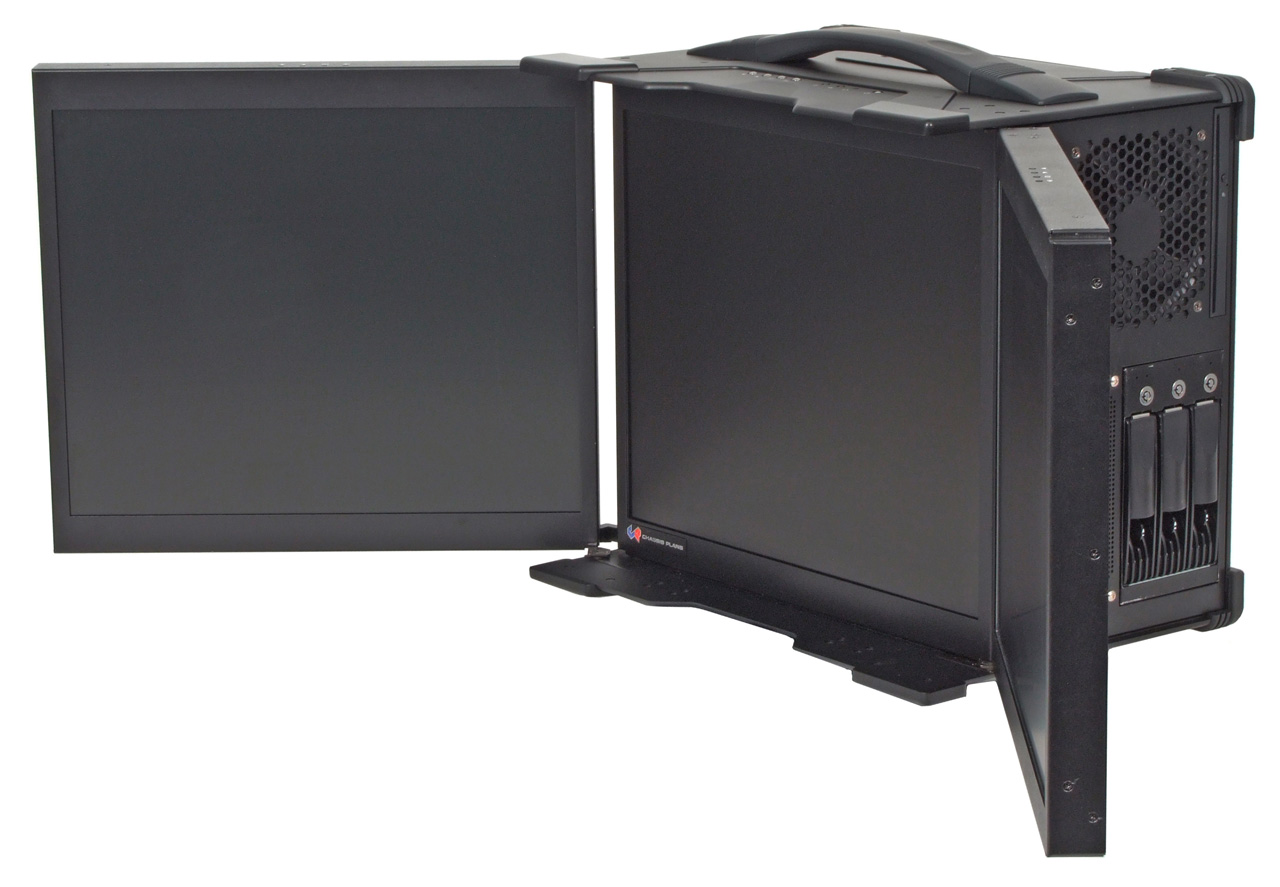
Calculator portabil modern cu 3 ecrane LCD.

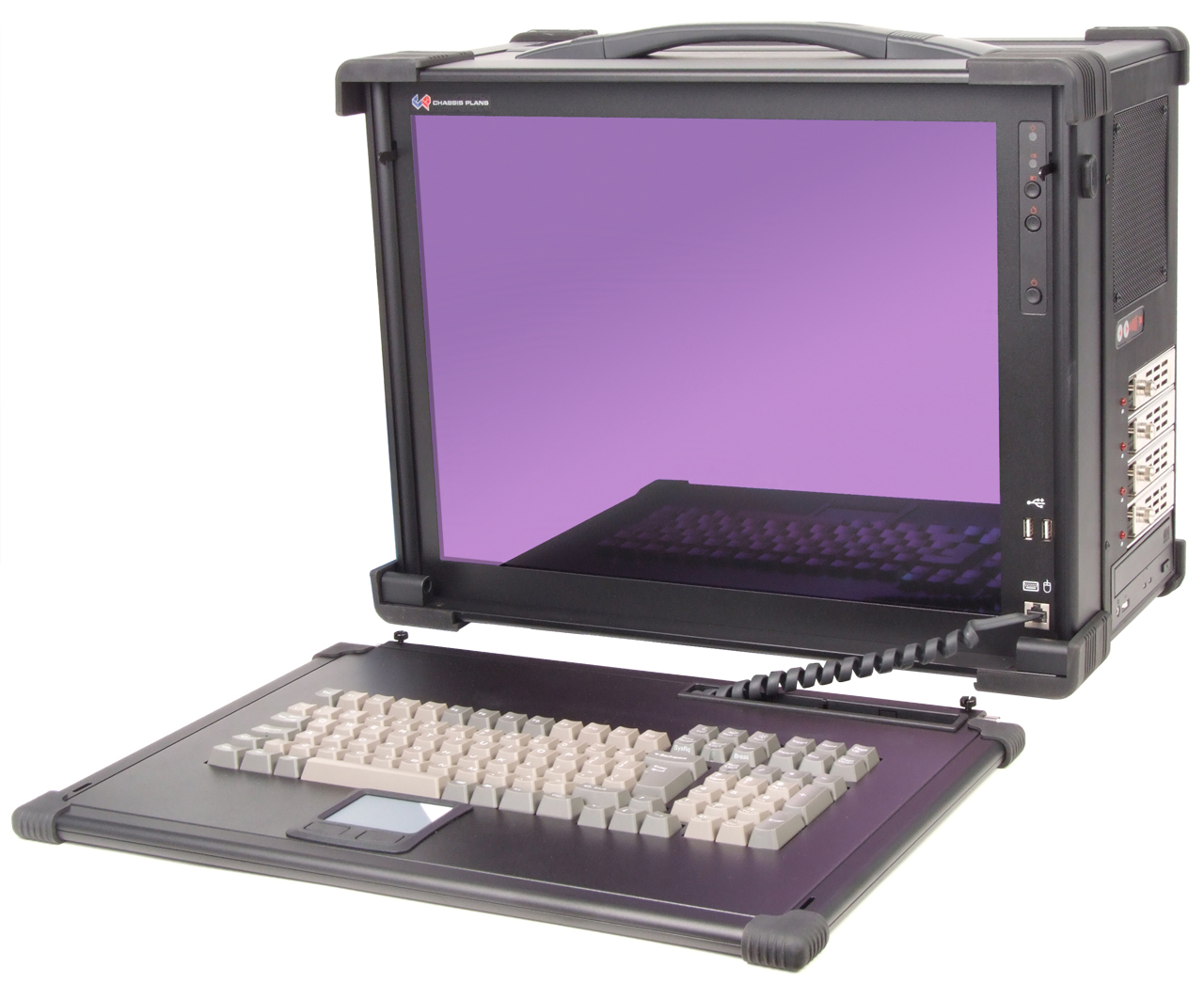
Calculator portabil modern cu un ecran LCD 20.1"

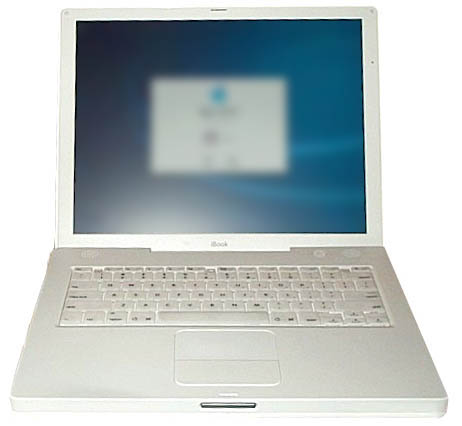
Un iBook de la firma Apple

Un calculator portabil este un calculator electronic mic care poate fi luat cu sine și folosit peste tot: la birou, în laborator, la școală și universitate, dar și în tren, pe stradă, la cofetărie etc. Calculatoarele portabile, sunt clasificate ca fiind microcomputere. Acest articol se ocupă numai de calculatoarele portabile electronice; cele mecanice, electromecanice sau de altă natură, chiar dacă sunt portabile, nu fac subiectul articolului.
Calculatorul portabil are dimensiuni mici, comparabile cu gențile diplomat sau deseori și mai mici, este ușor de transportat și prezintă și avantajul că poate fi alimentat timp de ore în șir de la acumulatoare înglobate, sau și de la un adaptor pentru rețeaua de curent electric alternativ.

## Prezentare generală
La dezvoltarea echipamentului cunoscut azi sub numele de calculator au contribuit multe descoperiri și invenții.
Calculatoarele mici și portabile sunt la ora actuală foarte răspândite, fiind accesibile ca preț chiar și persoanelor particulare. Tendința de miniaturizare și ieftinire permanentă este un semn al progreselor tehnologice din domeniu. Tipurile constructive cele mai răspândite de calculatoare portabile sunt, în ordinea de la mare la mic:
- laptop (poate fi un computer personal de tip PC), se pune pe masa de lucru sau pe genunchi (în poală)
- notebook (eventual de tip PC)
- All-in-One (eventual de tip PC)
- sub-notebook (eventual de tip PC)
- Ultrabook - un sub-notebook extrem de subțire, ușor și elegant (dar și scump); „Ultrabook” este o marcă înregistrată a companiei Intel.
- netbook (eventual de tip PC)
- tabletă, de ex. Apple iPad și multe altele
- hibrid între o tabletă și o tastatură atașabilă, formând împreună un netbook; de ex. modelul Acer Iconia Tab W500
- smartphone - telefoane mobile celulare, multifuncționale („inteligente”), dotate cu procesor miniaturizat rapid, memorie, sistem de operare, ecran sensibil la atingere, acces la Internet etc. Deși pot oferi o mare gamă de aplicații, nu sunt considerate calculatoare propriu-zise
- Personal Digital Assistant (PDA)
- calculatoare de buzunar. Cele mai multe modele sunt neprogramabile.
- calculatoare foarte simple, integrate de ex. într-un ceas de mână sau în telefonul mobil.

Prin contrast, calculatoarele imediat mai mari decât laptop, și deci neportabile ci doar transportabile, sunt cele de tip desktop, numite astfel deoarece se țin de obicei pe masa de lucru. O altă variantă constructivă de calculatoare transportabile sunt cele de tip "tower" (turn), care se așază de obicei pe podea, sub masa de lucru. În sfârșit, pentru a completa lista, companiile și instituțiile folosesc de obicei calculatoare și servere mari sau foarte mari, dar și foarte rapide, care eventual necesită și încăperi proprii speciale, securizate și climatizate - centrele de calcul.

## Clasificare după arhitectura internă

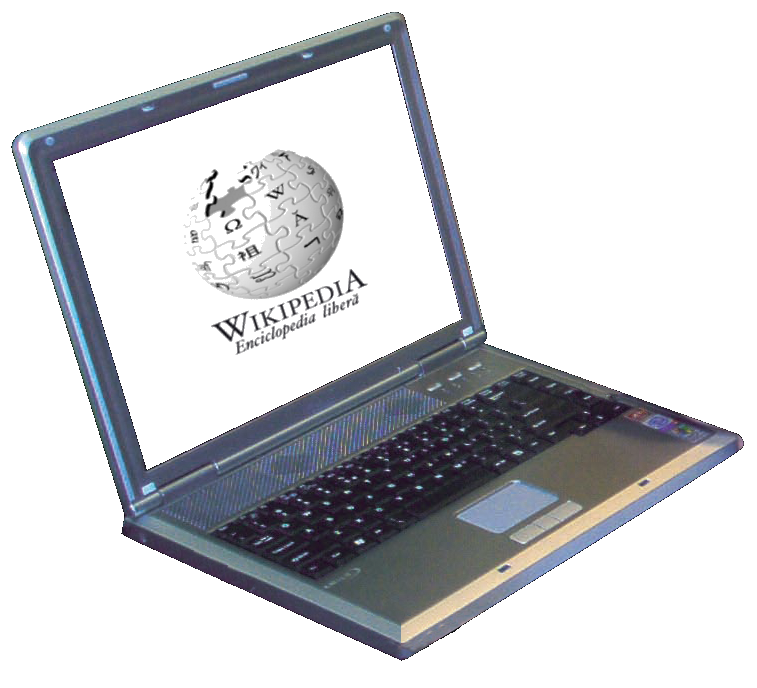
Un exemplu de laptop cu logoul wikipediei românești

Din punct de vedere al arhitecturii interne și al principiilor de funcționare calculatoarele portabile pot fi:
- calculatoare de tip Personal Computer sau PC, fabricate de multe companii,
- calculatoare de tip Macintosh - de la compania Apple
- alte calculatoare, de ex. pentru sisteme de operare de tip Unix
- de tip Smartphone, cu sistemul de operare de tip Android, iOS și altele.

Calculatoarele portabile actuale se pot conecta la Internet fără fir, prin semnale radio, cu viteză de transfer a datelor acceptabile, pe baza rețelelor de telefonie celulară mobilă de tip GSM 1G, GSM 2G sau GSM 3G (generația treia) (UMTS și HSDPA), care pătrund practic până oriunde s-ar afla utilizatorul. Pentru aceasta calculatorul portabil are nevoie de ex. de o conexiune USB și un stick GSM special, de la furnizorul serviciului de telefonie și Internet (provider, ISP).